# Antílop jeroglífic
L'antílop jeroglífic (Tragelaphus scriptus) és una espècie de mamífer artiodàctil de la subfamília dels bovins. És un antílop africà que viu a les jungles de l'Àfrica subsahariana. El mascle té un peculiar pelatge castany que combina línies i taques blanques.
Fa una mitjana de 135 cm de llarg i 80 d'alçada i pesa entre 35 i 70 kg. Les femelles són més petites. Els mascles tenen banyes corbades en un únic gir espiral i disposats en forma de V, que fan entre 30 i 35 cm de llarg.
Viuen en boscos o sabanes molt arbrades. Són d'hàbits nocturns, solitaris i molt territorials. S'alimenten de fulles, arrels i tiges tendres.
Alguns estudis científics recents suggereixen dividir-lo en dues espècies: T. scriptus i T. sylvaticus.